# Grudzień 2006

## 1 grudnia2006
- Ukraiński parlament zdymisjonował proprezydenckich ministrów spraw zagranicznych i wewnętrznych Borysa Tarasiuka i Jurija Łucenkę. Za odwołaniem była większość pod przewodem Partii Regionów, przeciw głosowała opozycja: proprezydencka Nasza Ukraina oraz blok Julii Tymoszenko. (Onet.pl)
- Zakończyła się pielgrzymka Benedykta XVI do Turcji. (Onet.pl)
- Felipe Calderón z konserwatywnej Partii Akcji Narodowej został zaprzysiężony na prezydenta Meksyku. Uroczystości w parlamencie towarzyszyły gwałtowne protesty działaczy Partii Rewolucji Demokratycznej. (Rzeczpospolita)

## 2 grudnia2006
- Siatkarska reprezentacja Polski mężczyzn pokonała Bułgarię 3:1 i po raz pierwszy od 1974 roku awansowała do finału mistrzostw świata, gdzie spotka się w niedzielę o 11:30 czasu polskiego z Brazylią. ( Wikinews)
- Hanna Gronkiewicz-Waltz objęła urząd prezydenta miasta stołecznego Warszawy. ( Wikinews)
- Polska premiera filmu „High School Musical”

## 3 grudnia2006
- Siatkarska reprezentacja Polski mężczyzn przegrała z Brazylią 0:3, zdobywając srebro mistrzostw świata.

## 4 grudnia2006
- W reportażu w „Dużym Formacie”, dodatku do Gazety Wyborczej, była radna Samoobrony Aneta Krawczyk relacjonowała, jakoby otrzymała pracę na stanowisku dyrektora biura poselskiego w zamian za usługi seksualne świadczone Stanisławowi Łyżwińskiemu i Andrzejowi Lepperowi. Podobnych przypadków miało być więcej. ( Wikinews)

## 6 grudnia2006
- We Wrocławiu o godzi. 12.00 w ratuszu miejskim odbyło się zaprzysiężenie Rafała Dutkiewicza na prezydenta Wrocławia. Wygrał on wybory w pierwszej turze osiągając wynik 84,53% głosów wrocławskich wyborców.
- Dotychczasowy biskup diecezji płockiej Stanisław Wielgus został nowym arcybiskupem metropolitą warszawskim. Decyzję papieża Benedykta XVI ogłosił w południe nuncjusz apostolski w Polsce abp Józef Kowalczyk – poinformowało biuro prasowe Konferencji Episkopatu Polski. „Ojciec Święty wyniósł biskupa Stanisława Wielgusa do godności arcybiskupa i powierzył mu troskę o archidiecezję warszawską” – głosi komunikat biura prasowego KEP. 67-letni hierarcha zastąpił sprawującego tę funkcję od 25 lat Józefa Glempa, prymasa Polski.[1]

## 7 grudnia2006
- Minister obrony narodowej Radosław Sikorski podpisał wniosek o przedłużenie pobytu polskich żołnierzy w Iraku, według „Rzeczpospolitej” do końca 2007 roku. (Rzeczpospolita)
- Rosyjska prokuratura wszczęła własne postępowanie w sprawie morderstwa byłego rosyjskiego agenta Aleksandra Litwninienki i próby zabicia biznesmena Dmitrija Kowtuna. Potwierdzono otrucie Litwinienki substancją radioaktywną. (Rzeczpospolita)

## 8 grudnia2006
- Teresa Liszcz i Lidia Bagińska wybrane zostały do składu Trybunału Konstytucyjnego[2].

## 9 grudnia2006
- W efekcie prowadzonego dochodzenia przez łódzką prokuraturę ws. seksafery w Samoobronie wyniki badań DNA posła Łyżwińskiego wykazały, że nie jest on ojcem najmłodszego dziecka Anety Krawczyk[3].
- Reprezentacja Polski zremisowała z Reprezentacją Śląska 1:1 w charytatywnym meczu rozegranym w Chorzowie. Całkowity dochód z tego spotkania ma być przeznaczony dla rodzin górników, którzy zginęli w katastrofie w kopalni „Halemba”.[4]

## 10 grudnia2006
- Igor Smirnow został ponownie wybrany na prezydenta separatystycznego Naddniestrza otrzymując 82,3% głosów (rywale Nadieżda Bondarjenko z 8,54% oraz Adriej Safonow 6,51%)[5].
- Dwanaście medali zdobyła reprezentacja Polski w mistrzostwach Europy w pływaniu na krótkim basenie. (Onet.pl)
- W wieku 91 lat zmarł na zawał serca były chilijski dyktator, Augusto Pinochet[6].

## 12 grudnia2006
- Jan Sulmicki został nominowany przez prezydenta Lecha Kaczyńskiego na prezesa Narodowego Banku Polskiego[7].
- W wieku 71 lat zmarł amerykański aktor Peter Boyle. Najbardziej znany z roli Monstrum w filmie Mela Brooksa Młody Frankenstein.[8]
- Delfin chiński został uznany za gatunek wymarły[9].

## 14 grudnia2006
- Irena Sendlerowa została zgłoszona na kandydata do Pokojowej Nagrody Nobla w 2007 roku[10].
- Poseł Stanisław Łyżwiński został wykluczony z Samoobrony. Decyzja Andrzeja Leppera ma związek z tzw. seksaferą. Łyżwiński będzie mógł wrócić do Samoobrony, gdy zostanie oczyszczony ze stawianych mu zarzutów.[11]
- Pomimo zwycięstwa Partii Demokratycznej w wyborach do Senatu w listopadzie 2006 (kiedy zdobyli większość 51-49 głosów w nadchodzącym Kongresie), kontrola nad izbą wyższą Kongresu wisi na włosku w związku ze stanem zdrowia senatora Tima Johnsona (D-Dakota Południowa), który doznał poważnego wylewu. Jeżeli Johnson umrze albo nie będzie mógł wrócić do pracy, republikański gubernator Dakoty Pd. Mike Rounds będzie musiał mianować na jego miejsce nowego senatora, a najpewniej wyznaczyłby swojego partyjnego kolegę, co dałoby republikanom, mimo wyniku wyborów, większość 50 na 50 (rozstrzygający głos należy wtedy do wiceprezydenta). (Yahoo.com)
- Ban Ki-moon został oficjalnie zaprzysiężony na sekretarza generalnego ONZ.

## 15 grudnia2006
- Sejm uchwalił w piątek wieczorem ustawę budżetową na 2007 rok, z deficytem 30 mld zł (Onet.pl)
- PKN Orlen sfinalizował przejęcie rafinerii w Możejkach. Był to największy zakup dokonany przez polskie przedsiębiorstwo. Za 53,7% akcji firmy należących do koncernu Jukos Orlen zapłacił blisko 1,5 mld dol. Za kolejne ponad 30% udziałów, które były w rękach rządu Litwy – ponad 850 mln. Ponadto Orlen zapowiedział chęć wykupu reszty akcji przez wezwanie publiczne na wileńskiej giełdzie. Na uroczystość w Wilnie przybyli premierzy Litwy Gediminas Kirkilas oraz Polski Jarosław Kaczyński. (Gazeta.pl, Rzeczpospolita)
- Powiernictwo Pruskie, złożyło w Europejskim Trybunale Praw Człowieka zapowiadane od lat pozwy przeciwko Polsce żądając zadość uczynienia za mienie niemieckie pozostawiona na Ziemiach Odzyskanych. (Interia.pl)

## 16 grudnia2006
- W kopalni „Wujek” odbyły się uroczystości z udziałem przedstawicieli najwyższych władz polskich upamiętniające 25. rocznicę krwawego stłumienia strajku górników, który rozpoczął się po wprowadzeniu 13 grudnia 1981 roku stanu wojennego (Wp.pl)
- Mahmud Abbas ogłosił, wbrew premierowi, przedterminowe wybory w Autonomii Palestyńskiej. (Onet.pl)

## 17 grudnia2006
- „Ludźmi roku tygodnika Time” została światowa społeczność internetowa. Jako jej wzorcowe przykłady wymienione zostały społeczności Wikipedii, MySpace i YouTube.[12] (Onet.pl)

## 18 grudnia2006
- Powiernictwo Polskie wystąpiło do premiera Jarosława Kaczyńskiego, o renegocjowanie postanowień traktatu o dobrym sąsiedztwie i przyjaznej współpracy pomiędzy Rzecząpospolitą Polską a Republiką Federalną Niemiec z 17 czerwca 1991 roku[13].

## 19 grudnia2006
- W wieku 70 lat zmarła Danuta Rinn, znana polska aktorka i piosenkarka ( Wikinews)
- „Gazeta Polska” podała, że dysponuje dokumentami świadczącymi o tym, że warszawski arcybiskup Stanisław Wielgus był tajnym współpracownikiem Służby Bezpieczeństwa. Sam biskup zaprzeczył oskarżeniom.[14]

## 21 grudnia2006
- Prokurator krajowy Janusz Kaczmarek zapowiedział postawienie posłowi Samoobrony Stanisławowi Łyżwińskiemu zarzutów gwałtu i wykorzystywania stanowiska w zamian za korzyści osobiste, za co grozi od 2 do 12 lat pozbawienia wolności. Prokurator zapowiedział też wniosek o uchylenie immunitetu posłowi.[15][16]
- Stolica Apostolska udzieliła całkowitego poparcia nowemu abp. warszawskiemu Stanisławowi Wielgusowi – podało biuro prasowe. Zgodnie z komunikatem Ojciec Święty obdarza arcybiskupa Stanisława Wielgusa pełnym zaufaniem i z pełną świadomością powierzył mu misję pasterza archidiecezji warszawskiej.[17] (Rzeczpospolita)
- W wieku 66 lat zmarł na atak serca Saparmurat Nijazow, sprawujący dyktatorską władzę w Turkmenistanie. ( Wikinews)

## 23 grudnia2006
- Rada Bezpieczeństwa ONZ jednomyślnie przyjęła rezolucję nakładającą sankcje na Iran z powodu programu atomowego tego kraju. Dokument żąda od Teheranu wstrzymania wszelkich prac nad wzbogacaniem uranu, nie przewiduje jednak użycia siły. Prezydent Iranu Mahmud Ahmadineżad odgrażał się mówiąc, że głosujący za rezolucją nakładającą sankcje na Iran, „wkrótce tego pożałują”.[18]( – Gazeta.pl)
- Po 13-dniowej misji na Międzynarodową Stację Kosmiczną wahadłowiec Discovery wylądował w Centrum Lotów Kosmicznych im. Kennedy’ego. ( Wikinews)

## 25 grudnia2006
- W Japonii powieszono cztery osoby skazane wcześniej na śmierć – poinformowało japońskie ministerstwo sprawiedliwości. Jest to pierwsze wykonanie wyroku śmierci w Japonii od 16 września 2005 roku, to jest od ponad 15 miesięcy. (Wp.pl)
- W Atlancie zmarł James Brown – amerykański piosenkarz, kompozytor i instrumentalista. ( Wikinews)

## 26 grudnia2006
- Ponad 260 osób zginęło w wyniku eksplozji rurociągu naftowego w Nigerii, ok. 300 osób jest rannych ( Wikinews).
- W Somalii zaostrzają się walki pomiędzy wspieranymi przez wojska Etiopii siłami rządowymi a bojownikami Unii Trybunałów Islamskich wspieranymi przez wojska Erytrei.

## 28 grudnia2006
- Somalijskie wojska rządowe przy pomocy sił etiopskich zajęły stolicę państwa Mogadiszu. Islamiści poddali miasto bez walki.(Gazeta.pl, Rzeczpospolita)

## 29 grudnia2006
- Teresa Liszcz została zaprzysiężona na sędziego Trybunału Konstytucyjnego, zostając dziewiątą kobietą w składzie TK. Kadencja upłynie pod koniec 2015. Wciąż nie została zaprzysiężona druga wybrana przez Sejm RP Lidia Bagińska, której zarzuca się poświadczenie fałszywego weksla. (Gazeta.pl)
- Indonezja: statek z ok. 600 pasażerami zatonął między Jawą a Borneo[19].
- W Warszawie została otwarta siedemnasta stacja metra Marymont[20].

## 30 grudnia2006
- Saddam Hussein, były prezydent Iraku, został stracony w Bagdadzie przez powieszenie[21]. ( Wikinews, CNN)
- Abp Stanisław Wielgus zapowiedział, że podda się autolustracji i zwróci się do Kościelnej Komisji Historycznej z prośbą o zbadanie dokumentów IPN na jego temat ( Wikinews).

## 31 grudnia2006
- Islamscy terroryści przeprowadzili w Bangkoku osiem skoordynowanych eksplozji raniąc 12 osób. Rząd Tajlandii odwołał uroczystości sylwestrowe w stolicy.[22]
- Białoruś i Gazprom podpisały kontrakt na dostawy gazu dla tego kraju, odsuwając ryzyko zakłócenia dostaw surowca dla państw europejskich[23].
- Nowy metropolita warszawski abp Stanisław Wielgus pożegnał się z diecezją płocką, gdzie przez ponad siedem lat był ordynariuszem. Tłum zgromadzony w płockiej katedrze skandował dziękujemy i zgotował arcybiskupowi kilkuminutową owację na stojąco. Od władz miasta abp Wielgus otrzymał tytuł honorowego obywatela Płocka. (Wikinews).